# El Altar
El Altar (případně Capac Urcu) je vyhaslá sopka na západní straně Národního parku Sangay, vzdálená 170 kilometrů jižně od Quita. Její vrchol se nachází ve výšce 5319 m n. m. a jeho prominence je 2072 metrů. Jde o stratovulkán z doby pliocénu až pleistocénu s kalderou na západní straně. Podle incké legendy došlo k pádu vrcholu kolem roku 1460 po sedmileté aktivitě; podle geologů je však kaldera mnohem starší. Vulkán se skládá z devíti vrcholů, přičemž ten nejvyšší, který nese název Obispo, byl poprvé zlezen v roce 1963 Ferdinandem Gaspardem, Marinem Tremontim a Claudiem Zardinim.